# Trận Lincoln (1217)
Bản mẫu:Campaignbox First Barons' War
Bản mẫu:Campaignbox Barons' Wars
Trận Lincoln lần thứ hai diễn ra tại Lâu đài Lincoln vào ngày 20 tháng 5 năm 1217, trong cuộc Chiến tranh Tử tước lần thứ nhất, giữa quân đội của vua Pháp tương lai Louis VIII và của vua Henry III của Anh. Quân của Louis bị quân cứu viện Anh do William Marshal, Bá tước Pembroke thứ nhất chỉ huy tấn công. Bá tước de la Perche, chỉ huy quân Pháp, bị tiêu diệt và đại bại này khiến cho Louis bị đánh đuổi khỏi căn cứ của mình ở miền Đông Nam nước Anh. Cuộc xâm lược nước Anh của Louis đã chấm dứt. Sự kiện này được gọi là "Lincoln Fair" sau vụ cước bóc xảy ra sau trận đánh. Thị dân ở đây trung thành với Louis do đó quân đội của Henry III đã cướp phá thành phố. Cái tên này cũng gợi nên chiến thắng dễ dàng của người Anh trong trận đánh.